# Lista liderów sezonu regularnego NBA w rzutach za 3 punkty

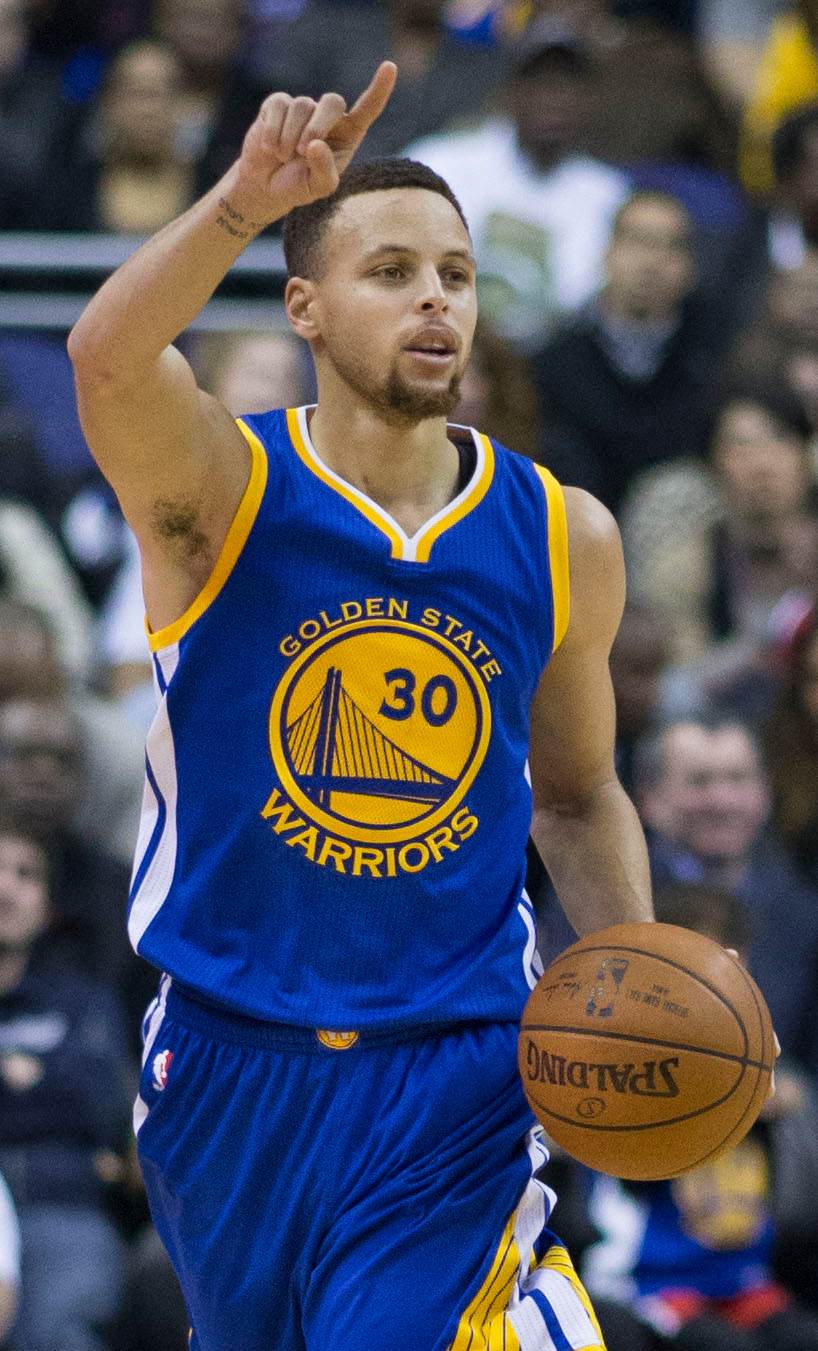
Stephen Curry został liderem ligi w rzutach za 3 punkty czterokrotnie. Ustanowił rekord NBA w liczbie rzutów za 3 punkty (402) podczas rozgrywek 2015–16.

Lista liderów sezonu regularnego NBA w rzutach 3 punkty – poniższa lista zawiera nazwiska koszykarzy, którzy zostali liderami NBA w rzutach za 3 punkty sezon po sezonie.
W koszykówce rzut za trzy punkty to rzut z gry wykonany zza linii rzutów za 3 punkty. Zakończona sukcesem próba rzutu daje 3 punkty, od odróżnieniu od dwóch punktów, którymi nagradzane są rzuty wewnątrz linii rzutów za 3 punkty. Liderem National Basketball Association (NBA) w rzutach za 3 punkty zostaje zawodnik, który uzyskał ich najwięcej w danym sezonie. Statystyki wprowadzono po raz pierwszy w sezonie 1979–80, kiedy to liga zaimplementowała linię rzutów za 3 punkty w tamtym sezonie.

## Liderzy w rzutach za 3 punkty
(Stan na zakończenie rozgrywek 2015/16)
| ^            | ^            | Oznacza nadal aktywnego zawodnika NBA                                        | Oznacza nadal aktywnego zawodnika NBA                                        | Oznacza nadal aktywnego zawodnika NBA                                        | Oznacza nadal aktywnego zawodnika NBA                                        | Oznacza nadal aktywnego zawodnika NBA                                        |
| *            | *            | Członek Koszykarskiej Galerii Sław im. Jamesa Naismitha                      | Członek Koszykarskiej Galerii Sław im. Jamesa Naismitha                      | Członek Koszykarskiej Galerii Sław im. Jamesa Naismitha                      | Członek Koszykarskiej Galerii Sław im. Jamesa Naismitha                      | Członek Koszykarskiej Galerii Sław im. Jamesa Naismitha                      |
| Zawodnik (X) | Zawodnik (X) | Cyfra w nawiasie oznacza tytuły lidera, uzyskane przez tego samego zawodnika | Cyfra w nawiasie oznacza tytuły lidera, uzyskane przez tego samego zawodnika | Cyfra w nawiasie oznacza tytuły lidera, uzyskane przez tego samego zawodnika | Cyfra w nawiasie oznacza tytuły lidera, uzyskane przez tego samego zawodnika | Cyfra w nawiasie oznacza tytuły lidera, uzyskane przez tego samego zawodnika |
| G            | Obrońca      | Obrońca                                                                      | F                                                                            | Skrzydłowy                                                                   | C                                                                            | Środkowy                                                                     |

| Sezon     | Zawodnik             | Poz. | Zespół                              | Gry | Celne rzuty za 3 punkty | Oddane rzuty za 3 punkty | Skuteczność za 3 punkty | Przyp. |
| --------- | -------------------- | ---- | ----------------------------------- | --- | ----------------------- | ------------------------ | ----------------------- | ------ |
| 1979/1980 | Brian Taylor         | G    | San Diego Clippers                  | 78  | 90                      | 239                      | 37,66                   | [ 3 ]  |
| 1980/1981 | Mike Bratz           | G    | Cleveland Cavaliers                 | 80  | 57                      | 169                      | 33,73                   | [ 4 ]  |
| 1981/1982 | Don Buse             | G    | Indiana Pacers                      | 82  | 78                      | 193                      | 40,41                   | [ 5 ]  |
| 1982/1983 | Mike Dunleavy        | G    | San Antonio Spurs                   | 79  | 67                      | 194                      | 34,54                   | [ 6 ]  |
| 1983/1984 | Darrell Griffith     | G    | Utah Jazz                           | 82  | 91                      | 252                      | 36,11                   | [ 7 ]  |
| 1984/1985 | Darrell Griffith (2) | G    | Utah Jazz                           | 78  | 92                      | 257                      | 35,8                    | [ 7 ]  |
| 1985/1986 | Larry Bird*          | F    | Boston Celtics                      | 82  | 82                      | 196                      | 41,84                   | [ 8 ]  |
| 1986/1987 | Larry Bird* (2)      | F    | Boston Celtics                      | 74  | 90                      | 225                      | 40                      | [ 8 ]  |
| 1987/1988 | Danny Ainge          | G    | Boston Celtics                      | 81  | 148                     | 357                      | 41,46                   | [ 9 ]  |
| 1988/1989 | Michael Adams        | G    | Denver Nuggets                      | 77  | 166                     | 466                      | 35,62                   | [ 10 ] |
| 1989/1990 | Michael Adams (2)    | G    | Denver Nuggets                      | 79  | 158                     | 432                      | 36,57                   | [ 10 ] |
| 1990/1991 | Vernon Maxwell       | G    | Houston Rockets                     | 82  | 172                     | 510                      | 33,73                   | [ 11 ] |
| 1991/1992 | Vernon Maxwell (2)   | G    | Houston Rockets                     | 80  | 162                     | 473                      | 34,25                   | [ 11 ] |
| 1992/1993 | Dan Majerle          | G/F  | Phoenix Suns                        | 82  | 167                     | 438                      | 38,13                   | [ 12 ] |
| 1992/1993 | Reggie Miller*       | G    | Indiana Pacers                      | 82  | 167                     | 419                      | 39,86                   | [ 13 ] |
| 1993/1994 | Dan Majerle (2)      | G/F  | Phoenix Suns                        | 80  | 192                     | 503                      | 38,17                   | [ 12 ] |
| 1994/1995 | John Starks          | G    | New York Knicks                     | 80  | 217                     | 611                      | 35,52                   | [ 14 ] |
| 1995/1996 | Dennis Scott         | F    | Orlando Magic                       | 82  | 267                     | 628                      | 42,52                   | [ 15 ] |
| 1996/1997 | Reggie Miller* (2)   | G    | Indiana Pacers                      | 81  | 229                     | 536                      | 42,72                   | [ 13 ] |
| 1997/1998 | Wesley Person        | G    | Cleveland Cavaliers                 | 82  | 192                     | 447                      | 42,95                   | [ 16 ] |
| 1998/1999 | Dee Brown            | G    | Toronto Raptors                     | 49  | 135                     | 349                      | 38,68                   | [ 18 ] |
| 1999/2000 | Gary Payton*         | G    | Seattle SuperSonics                 | 82  | 177                     | 520                      | 34,04                   | [ 19 ] |
| 2000/2001 | Antoine Walker       | F    | Boston Celtics                      | 81  | 221                     | 603                      | 36,65                   | [ 20 ] |
| 2001/2002 | Ray Allen            | G    | Milwaukee Bucks                     | 69  | 229                     | 528                      | 43,37                   | [ 21 ] |
| 2002/2003 | Ray Allen (2)        | G    | Milwaukee Bucks Seattle SuperSonics | 76  | 201                     | 533                      | 37,71                   | [ 21 ] |
| 2003/2004 | Peja Stojaković      | F    | Sacramento Kings                    | 81  | 240                     | 554                      | 43,32                   | [ 22 ] |
| 2004/2005 | Quentin Richardson   | G    | Phoenix Suns                        | 79  | 226                     | 631                      | 35,82                   | [ 23 ] |
| 2004/2005 | Kyle Korver^         | G/F  | Philadelphia 76ers                  | 82  | 226                     | 558                      | 40,5                    | [ 24 ] |
| 2005/2006 | Ray Allen (3)        | G    | Seattle SuperSonics                 | 78  | 269                     | 653                      | 41,19                   | [ 21 ] |
| 2006/2007 | Gilbert Arenas       | G    | Washington Wizards                  | 74  | 205                     | 584                      | 35,1                    | [ 25 ] |
| 2006/2007 | Raja Bell            | G    | Phoenix Suns                        | 78  | 205                     | 496                      | 41,33                   | [ 26 ] |
| 2007/2008 | Jason Richardson     | G    | Charlotte Bobcats                   | 82  | 243                     | 599                      | 40,57                   | [ 27 ] |
| 2008/2009 | Rashard Lewis        | F    | Orlando Magic                       | 79  | 220                     | 554                      | 39,71                   | [ 28 ] |
| 2009/2010 | Aaron Brooks^        | G    | Houston Rockets                     | 82  | 209                     | 525                      | 39,81                   | [ 29 ] |
| 2010/2011 | Dorell Wright        | F    | Golden State Warriors               | 82  | 194                     | 516                      | 37,8                    | [ 30 ] |
| 2011/2012 | Ryan Anderson^       | F    | Orlando Magic                       | 61  | 166                     | 422                      | 39,34                   | [ 32 ] |
| 2012/2013 | Stephen Curry^       | G    | Golden State Warriors               | 78  | 272                     | 600                      | 45,33                   | [ 1 ]  |
| 2013/2014 | Stephen Curry^ (2)   | G    | Golden State Warriors               | 78  | 261                     | 615                      | 42,44                   | [ 1 ]  |
| 2014/2015 | Stephen Curry^ (3)   | G    | Golden State Warriors               | 80  | 286                     | 646                      | 44,27                   | [ 1 ]  |
| 2015/2016 | Stephen Curry^ (4)   | G    | Golden State Warriors               | 79  | 402                     | 886                      | 45,37                   | [ 1 ]  |